# Blygdben
Blygdbenet (os pubis) är en skelettdel som utgör den nedre och främre delen av höftbenet.